# Fällanden
Fällanden är en ort och schweizisk kommun i distriktet Uster i kantonen Zürich. Kommunen är belägen öster om Zürich vid den västra sidan av Greifensee och har 9 583 invånare (2023).
I kommunen finns även orterna Pfaffhausen och Benglen. 
Fällanden omnämns för första gången runt 820 som Fenichlanda. 